# Trichadjinga
Trichadjinga is een kevergeslacht uit de familie van de boktorren (Cerambycidae). De wetenschappelijke naam van het geslacht werd voor het eerst geldig gepubliceerd in 1975 door Breuning.

## Soorten
Trichadjinga is monotypisch en omvat slechts de volgende soort:
- Trichadjinga batchianensis Breuning, 1975